# Sydafrikas Landbrugs- og Jordbrugsbank
Sydafrikas Landbrugs- og Jordbrugsbank (LADBSA) er en statsejet udviklingsbank i Republikken Sydafrika . Banken blev etableret som en udviklingsfinansieringsinstitution i 1912 af Sydafrikas regering . Hovedformålet med LADBSA er at fremme og finansiere udvikling i landbrugssektoren i landets økonomi. 

## Eksterne links
- LADBSA's hjemmeside